# Santelmo (São Tomé)
Santelmo é uma aldeia de São Tomé e Príncipe, localiza-se no Distrito de Caué, ilha de São Tomé, próxima às localidades de Guaiaquil e de Cruzeiro.